# Songs from the Lion's Cage
Songs from the Lion's Cage è il primo album in studio del gruppo rock britannico Arena, pubblicato nel 1995.

## Tracce
1. Out of the Wilderness – 8:02
2. Crying for Help I – 1:22
3. Valley of the Kings – 10:10
4. Crying for Help II – 3:08
5. Jericho – 6:50
6. Crying for Help III – 4:24
7. Midas Vision – 4:36
8. Crying for Help IV – 5:05
9. Solomon – 14:37

## Formazione
- Clive Nolan - tastiere
- Mick Pointer - batteria
- John Carson - voce
- Keith More - chitarre
- Cliff Orsi - basso